# Haditha-Talsperre
Die Haditha-Talsperre (arabisch سد حديثة, DMG Sadd Ḥadīṯa) am Euphrat ist eine Talsperre im Irak. Sie liegt bei Haditha etwa 210 km nordwestlich von Bagdad und auch nordwestlich vom Tharthar-See. Die Talsperre ist mit ihrem 660-MW-Wasserkraftwerk der zweitgrößte Stromerzeuger aus Wasserkraft im Irak nach der Mosul-Talsperre. Das Haditha-Wasserkraftwerk verfügt über sechs Turbinen.

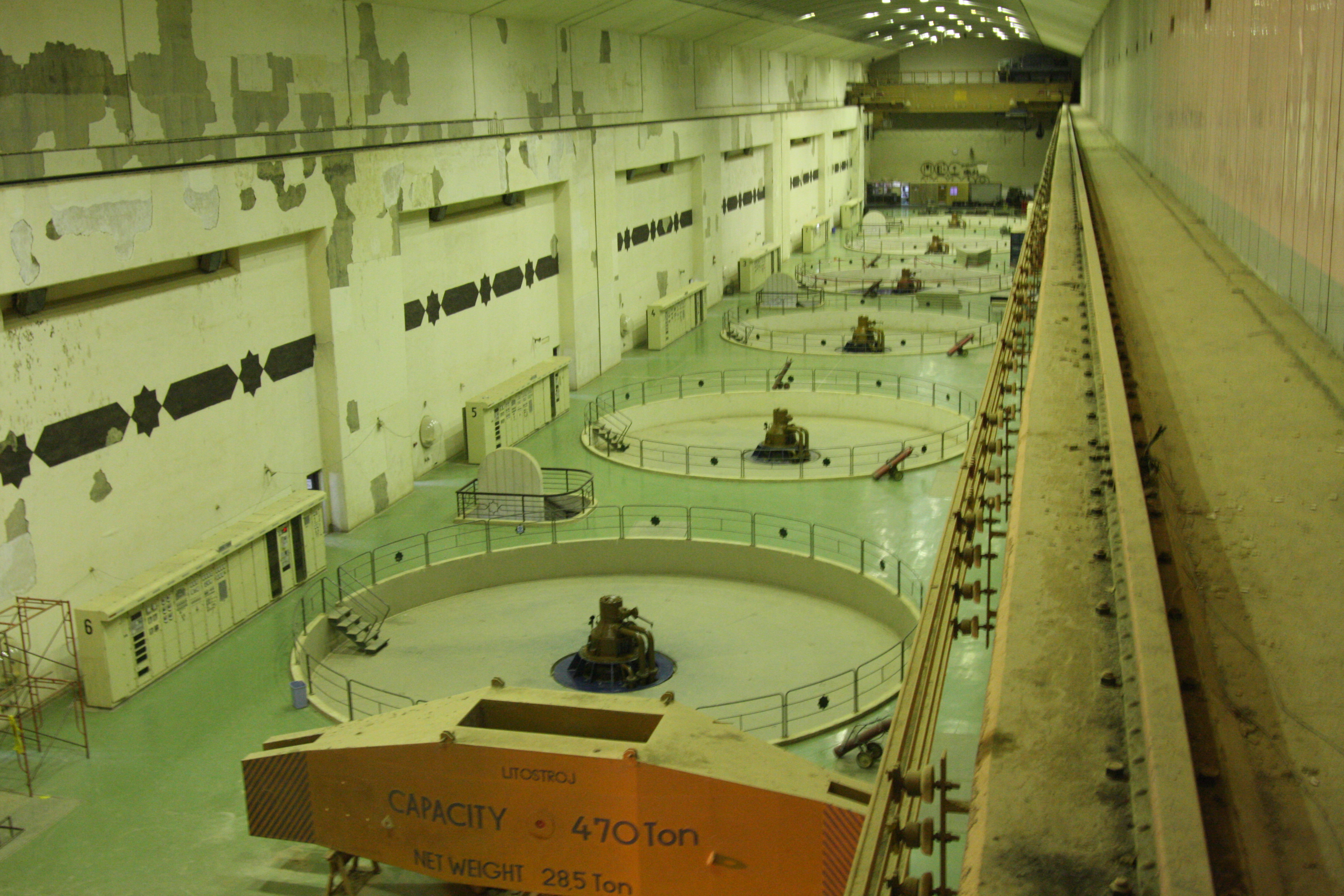
Wasserturbinen der Haditha-Talsperre, welche von Litostroj gebaut wurden

Der Stausee heißt al-Qadisiya, Buhayrat al-Qadisiya bzw. Lake Qadisiyah. Der Staudamm, ein Bauwerk aus Erdschüttmaterial, wurde zwischen 1976 und 1986 von dem jugoslawischen Unternehmen Hidrogradnja Sarajevo gebaut. Die Talsperre wurde im Irakkrieg am 1. April 2003 von US Army Rangers besetzt und diente seitdem als Hauptquartier für eine Marines-Einheit.
Im Jahre 2004 wurden von der Gulf Region Division des United States Army Corps of Engineers Instandsetzungsarbeiten an einer der sechs Turbinen durchgeführt, um die volle Leistungsfähigkeit der Anlage zu erreichen.